# Kim Joo-hyuk
Kim Joo-hyuk (Hangul: 김주혁; Hanja: 金柱赫; 3 de octubre de 1972 - 30 de octubre de 2017), fue un actor surcoreano.

## Biografía
Fue hijo del también actor surcoreano Kim Mu-saeng.
En 2003 comenzó a salir con la actriz Kim Ji-soo, sin embargo después de seis años terminaron su relación en el 2009.
En 2012 salió con la actriz Kim Gyu-ri, sin embargo la relación terminó en 2013.
En diciembre del 2016 Joo-hyuk confirmó que estaba saliendo con la actriz Lee Yoo-young, lamentablemente la relación terminó cuando Kim murió en el 2017.

## Carrera[5]
En 2002 se unió al elenco de la serie Like a Flowing River donde dio vida a Kim Seok-joo.
El 24 de septiembre del 2005 se unió al elenco de la serie Lovers in Prague donde interpretó al detective Choi Sang-hyun, hasta el final de la serie en noviembre del mismo año.
En 2008 se unió al elenco de la película My Wife Got Married donde dio vida a Noh Deok-hoon.
En 2010 interpretó al criado Bang-ja en la película The Servant.
En febrero del 2011 se unió al elenco principal de la serie God of War donde interpretó a Kim Jun, el noveno líder militar durante el régimen militar de Goryeo, hasta el final de la serie en septiembre de 2012.
En marzo de 2013 junto a su padre interpretaron al médico Heo Jun en la serie Hur Jun, The Original Story, hasta el final de la serie en septiembre del mismo año.
Ese mismo año se unió al elenco principal del programa 2 Days & 1 Night donde apareció hasta 2015. Más tarde hizo apariciones como invitado en el 2017.
En septiembre de 2016 se unió al elenco principal de la película de drama Yourself and Yours, donde dio vida a Yeong-soo.
En septiembre de 2017 se unió al elenco principal de la serie Argon, donde interpretó a Kim Baek-jin, el perfeccionista presentador del programa "Argon", hasta el final de la serie ese mismo año. La serie marcó el último proyecto que realizó Kim antes de su muerte. Su último papel en cine fue el del narcotraficante Jin Ha-rim en Believer, estrenada en 2018.

## Muerte
El 30 de octubre de 2017 alrededor de las 4:30pm KST en Samseong-dong, Gangnam-gu, Seúl, Kim estuvo implicado en un accidente automovilístico que resultó, cuando su vehículo se volcó en la vía. Aunque fue trasladado al Hospital Universitario de Konkuk donde dos horas después murió debido a un golpe fatal en la cabeza.
En los primeros reportes policiales y del Centro Médico Universitario de Konkuk, se mencionó que el accidente parecía haber ocurrido "después de que Kim mostrara síntomas de un infarto al miocardio", sin embargo más tarde la policía declaró que el actor no había mostrado ninguna señal de haber sufrido un infarto.

## Filmografía

### Series de televisión
| Año         | Título                      | Personaje    | Notas         | Ref.   |
| ----------- | --------------------------- | ------------ | ------------- | ------ |
| 2011 - 2012 | God of War                  | Kim Jun      | 56 episodios  |        |
| 2013        | Hur Jun, The Original Story | Heo Jun      | 135 episodios |        |
| 2017        | Argon                       | Kim Baek-jin | 8 episodios   | [ 11 ] |

### Películas
| Año  | Título            | Personaje   | Notas                 | Ref.          |
| ---- | ----------------- | ----------- | --------------------- | ------------- |
| 2015 | The Beauty Inside | Kim Woo-jin | junto a Han Hyo-joo   |               |
| 2016 | Lo tuyo y tú      | Yeong-soo   | junto a Lee Yoo-young | [ 17 ]        |
| 2018 | Believer          | Jin Ha-rim  |                       | [ 12 ] [ 18 ] |

### Programas de variedades
| Año               | Programa         | Notas   |
| ----------------- | ---------------- | ------- |
| 2013 - 2015, 2017 | 2 Days & 1 Night | miembro |

## Premios y nominaciones
| Año  | Premio                       | Categoría                             | Nominado (a)     | Resultado | Ref.   |
| ---- | ---------------------------- | ------------------------------------- | ---------------- | --------- | ------ |
| 2014 | 13th KBS Entertainment Award | Best Newcomer Award in a Variety Show | 2 Days & 1 Night | Ganador   |        |
| 2015 | 14th KBS Entertainment Award | Best Screenwriter Award               | 2 Days & 1 Night | Ganador   |        |
| 2018 | 39th Blue Dragon Film Awards | Mejor actor de reparto                | Believer         | Ganador   | [ 20 ] |
| 2019 | 55th Baeksang Arts Awards    | Mejor actor de reparto                | Believer         | Ganador   | [ 12 ] |